# Cephonodes
Cephonodes é um gênero de mariposa pertencente à família Sphingidae.

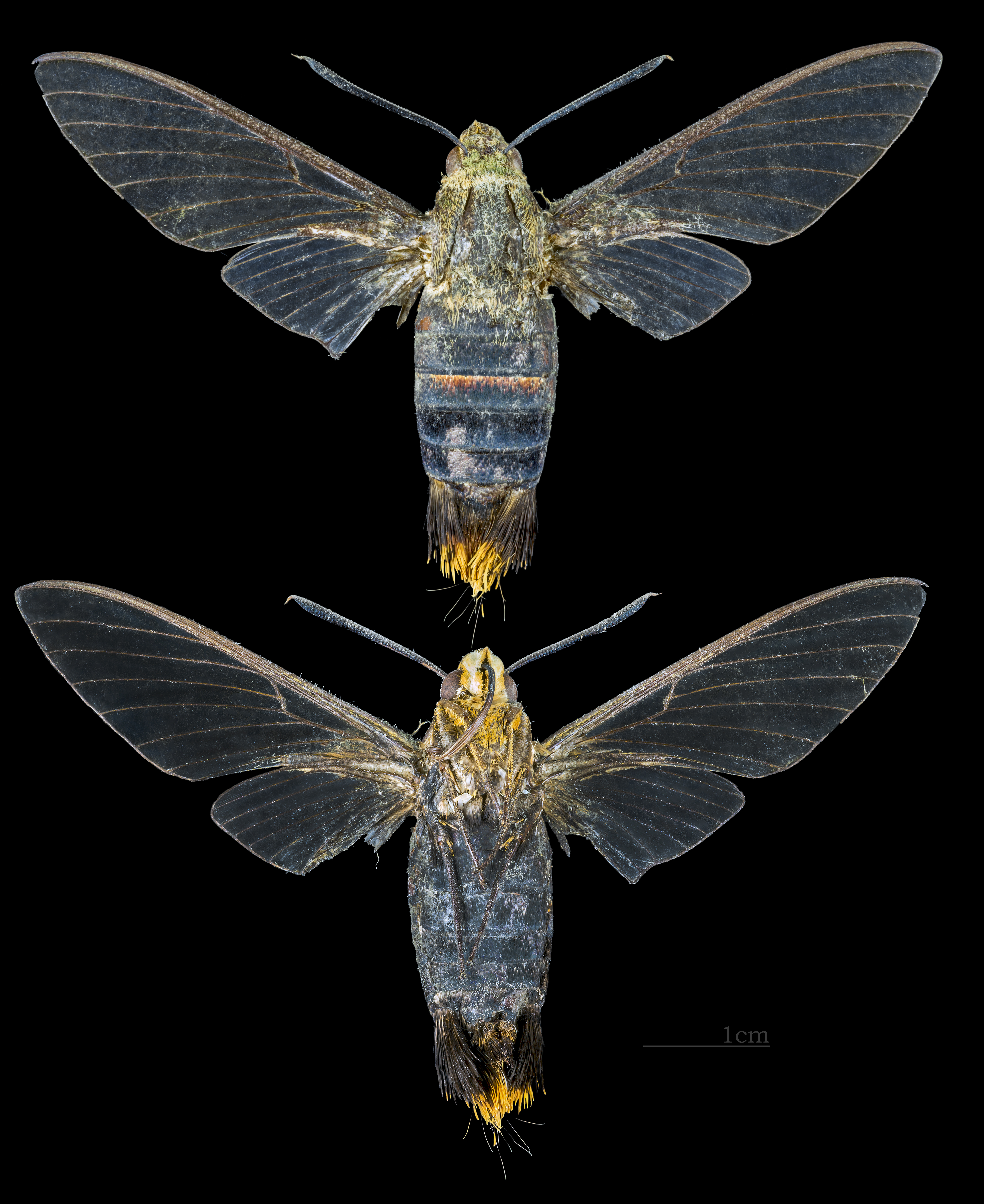
Cephonodes banksi
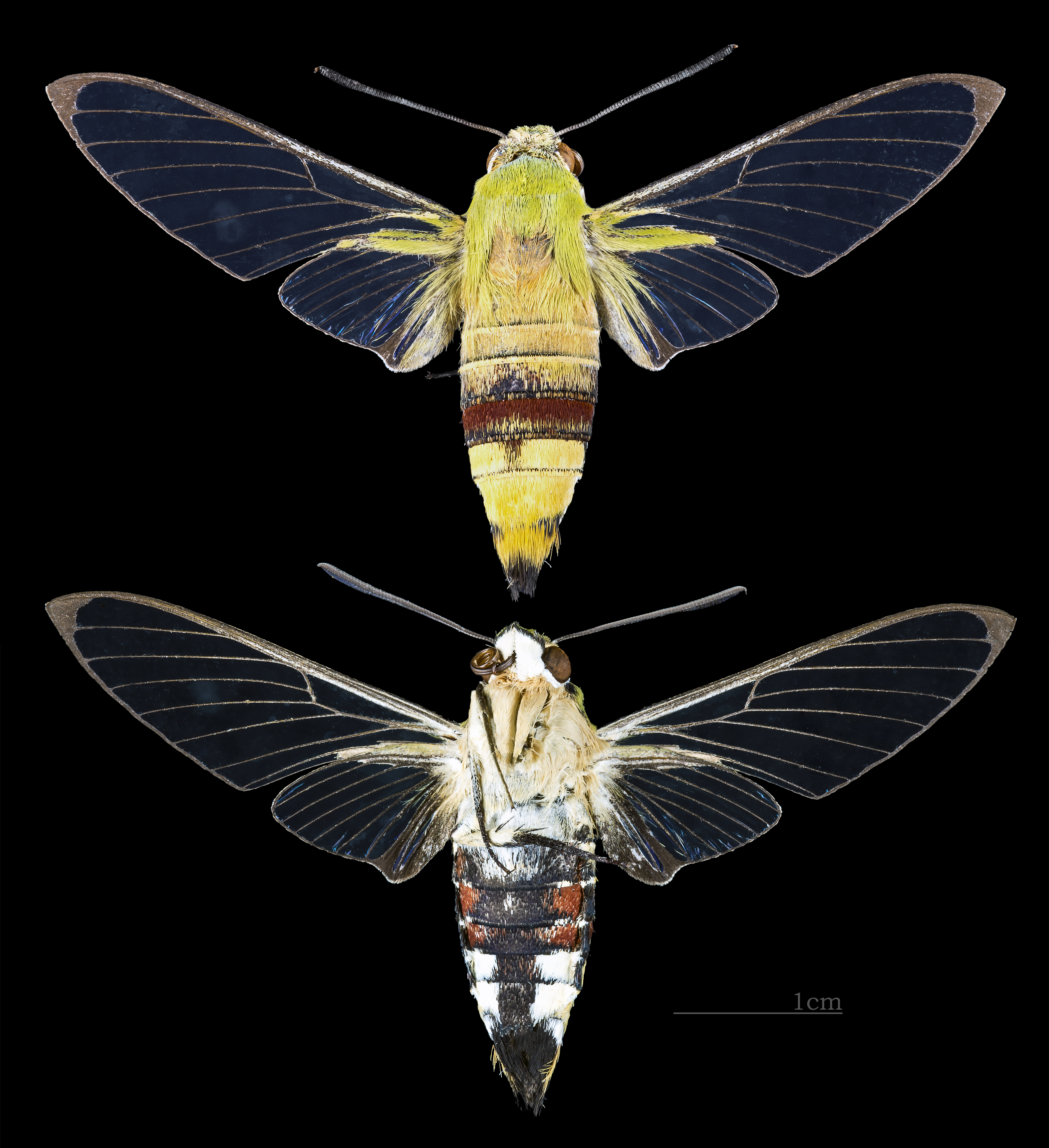
Cephonodes hylas
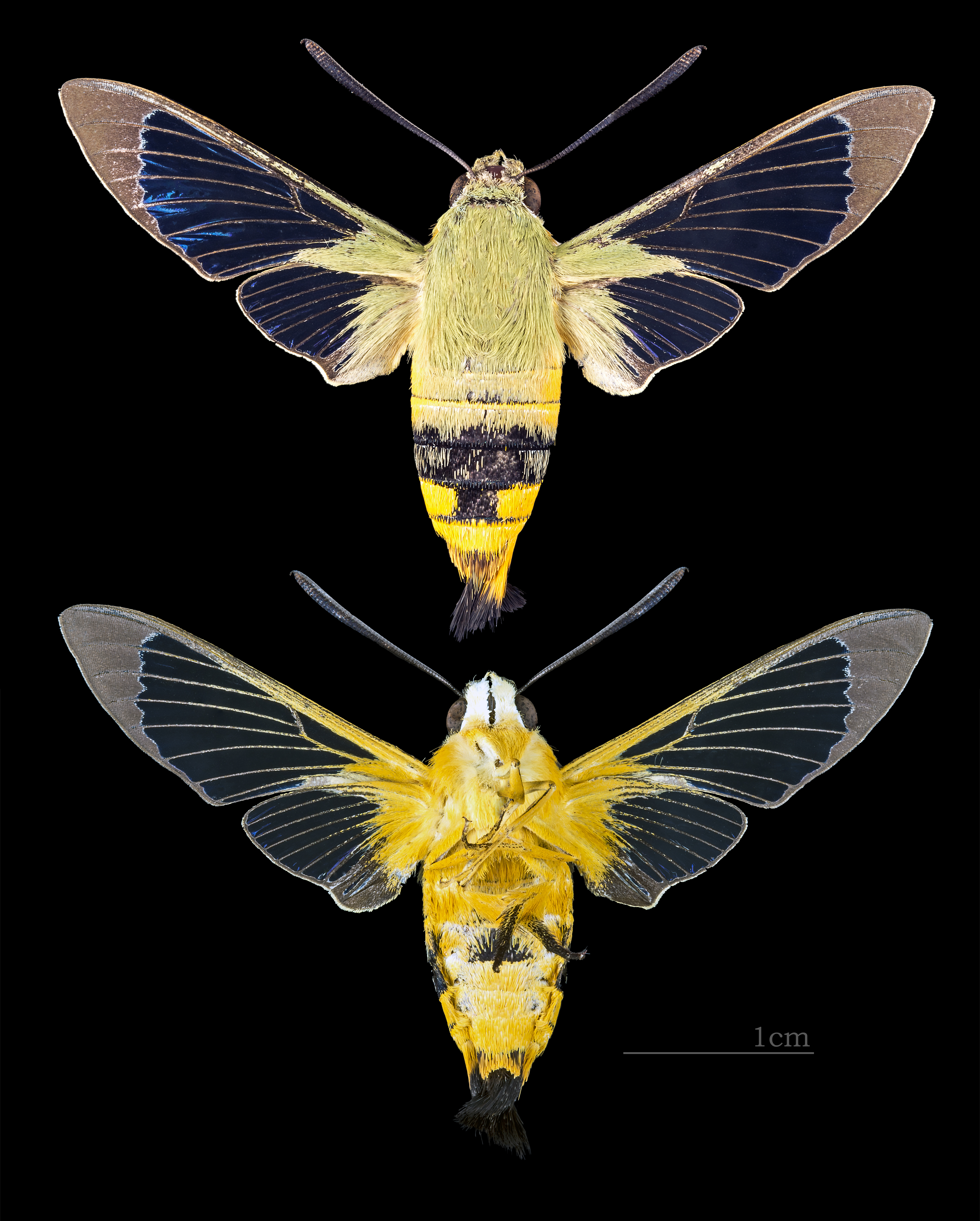
Cephonodes kingii
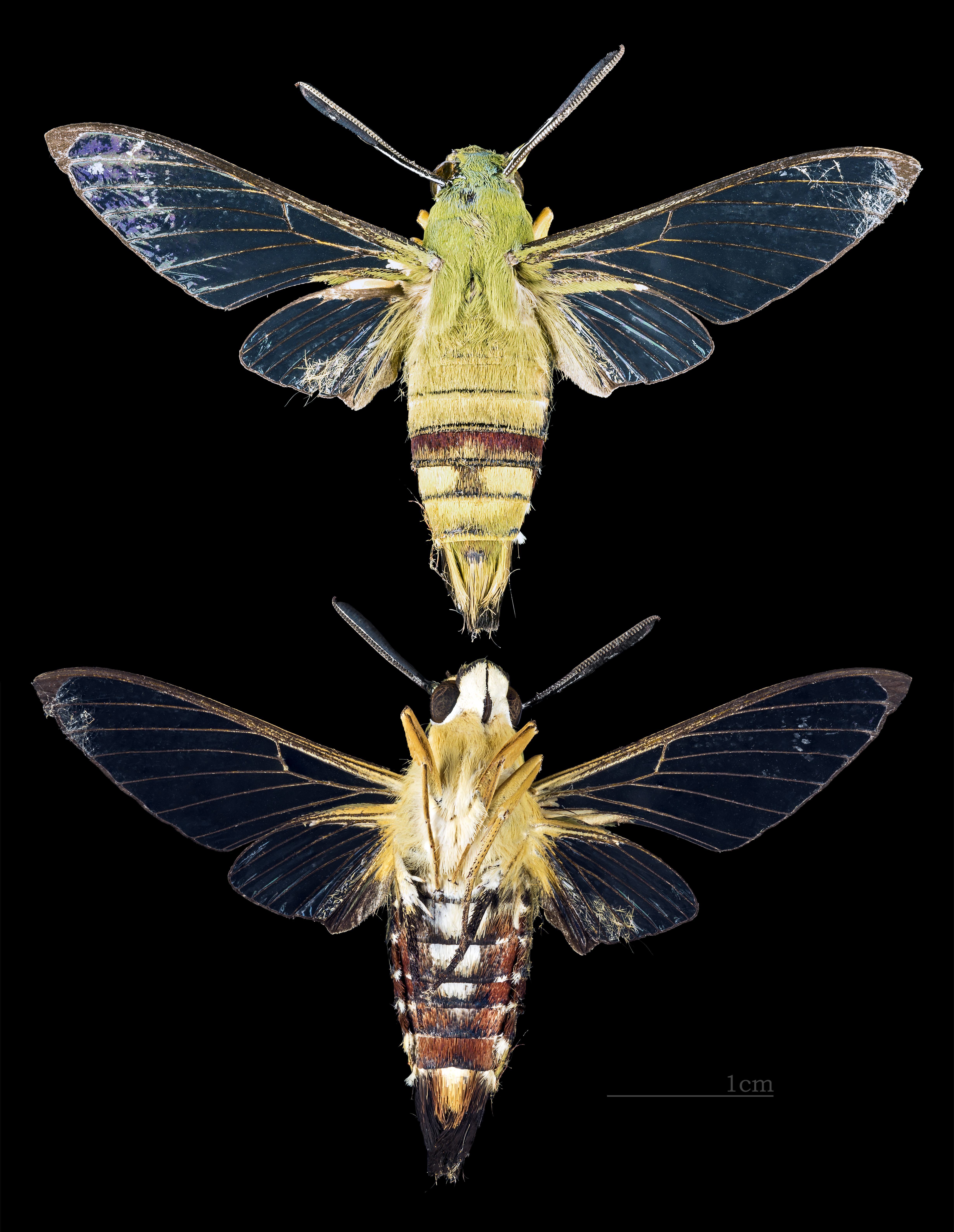
Cephonodes picus